# Rheine (stacja kolejowa)
Rheine – stacja kolejowa w Rheine, w kraju związkowym Nadrenia Północna-Westfalia, w Niemczech. Znajdują się tu 4 perony.